# جنگل دورافتاده
جنگل دورافتاده (انگلیسی: The Backwoods) یک فیلم دلهره‌آور است که در سال ۲۰۰۶ منتشر شد. این فیلم بر اساس نظرات ۹ منتقد، در وب‌سایت راتن تومیتوز امتیاز کلی ۶۳٪ را کسب کرد.

## بازیگران
- گری اولدمن
- ویرژینی لدواین
- پدی کانسیداین
- آیتانا سانچز-خیخون
- لوئیس امار
- آلکس آنگولو
- آندرس خرترودیکس